# Sahelanthropus
Sahelanthropus era um gênero de primata bípede descrita em 19 de julho de 2002 por Michel Brunet, com base num crânio que pode ser o mais antigo da linhagem humana, de mais ou menos 7 milhões de anos e pode ser a representação de um "elo perdido" que separou a linhagem humana da linhagem dos chimpanzés.
O nome genérico refere-se a Sahel, uma região da África que limita o Saara do sul, no qual os fósseis foram achados.
Esta descoberta poderá mudar o conceito que tínhamos da evolução humana que se iniciou com a descoberta do Australopithecus africanus, o "homem-macaco", em 1925. Porém, alguns pesquisadores, como Wolpoff, disseram ser o crânio de uma fêmea de gorila com traços primitivos. A discussão continuou até 2005, quando mais análises de tipos paleontológicos de Sahelanthropus foram publicadas por Brunet.
Sahelanthropus tchadensis viveu perto da época da divergência entre chimpanzés e humanos, e é possivelmente relacionado a Orrorin, uma espécie de Homininae que viveu cerca de um milhão de anos depois. Pode ter sido ancestral dos humanos e dos chimpanzés (o que o colocaria na tribo Hominini) ou, alternativamente, um dos primeiros membros da tribo Gorillini. Em 2022, peças do fêmur e da ulna foram analisados e constatou-se que este animal tinha um caminhar bípede com vida arbórea substancial.

## Descoberta
Os hominínios vinham sendo descobertos recorrentemente no Leste do Continente Africano, o exemplo mais clássico vem de 1925, com o Australopithecus africanus. Achados do final do século XX também sugeriam que o surgimento da tribo hominini teria sido no Leste da África, já que diversas amostras arqueológicos foram obtidas nessa região, como Kenyanthropus platyops, Australopithecus anamensis, Ardipithecus ramidus ramidus, Ardipithecus kadabba e o Orrorin tugenensis. A descoberta do Australopithecus bahrelghazali, no Chade mostrou que era possível que a origem da tribo homini poderia ter uma distribuição geográfica mais difusa do que o que se pensava anteriormente.
Em 2001, a missão de Paleonantropologia Franco-Chadense (MPFT), uma colaboração entre as Universidade de Potiers, Ndjamena e o Centro Nacional de Apoio a Pesquisa (CNAR) decobriram espécimes hominídeos, incluindo um crânio quase completo e outras estruturas de um único local na região fossilífera do Deserto de Djurab no norte do Chade. Essa descoberta, encabeçada por Michel Brunet, colocou em evidência a existência da nova espécie Sahelanthropus tchadensis. Além do fóssil de crânio (TM 266), também foram encontradas uma mandíbula, alguns dentes e também um fêmur esquerdo, que só foi reconhecido como sendo da mesma espécie do S. tchadensis em 2004. A escavação contou também com a análise da fauna encontrada no mesmo local, demonstrando uma idade aproximada de 7 milhões de anos.

## Etimologia
O nome do gênero Sahelanthropus é formado pela junção de Sahel, região africana onde a espécie foi descoberta, e anthropos, que significa homem em grego. De modo que, literalmente, o termo significa "homem do Sahel". Já o epíteto específico tchadensis refere-se ao Chade, país em que este hominídeo foi encontrado.
Curiosamente, o nome Sahelantropus serviu de inspiração para nomear o Metal Gear Sahelantropus, que aparece somente no jogo Metal Gear Solid V: The Phantom Pain.

## Datação
Dados radiocronológicos relativos ao Sahelanthropus tchadensis foram realizados nos anos 2000 através de isótopos radioativos de berílio (10Be e 9Be) em fósseis localizados na Bacia do Chade (Deserto de Djurab do norte do Chade). A datação foi realizada a partir de comparação com outros mamíferos encontrados na mesma área, além da descoberta de um crânio quase completo de S. tchadensis (TM 266), que, a partir daí, alteraram substancialmente a compreensão da evolução humana inicial na África. Esses dados sugerem que S. tchadensis teria existido há entre 6,86 e 7,22 milhões de anos.
Sahelanthropus tchadensis é a peça chave que comprova a existência da última divergência entre chimpanzés e humanos, e que certamente não é muito mais recente do que 8 Ma, o que é congruente com Chororapithecus abyssinicus, o novo paleogorilídeo etíope de 10 meses de idade. Através de seu mosaico de caracteres plesiomórficos e apomórficos, Sahelanthropus tchadensis, o hominídeo mais antigo conhecido, provavelmente está muito mais próximo desta divergência.
Por outro lado, dada a idade biocronológica do Sahelanthropus, a divergência das linhagens chimpanzé e humana deve ter ocorrido antes dos 6 Ma, o que é anterior ao sugerido por alguns autores. Portanto, ainda não é possível discernir relações filogenéticas entre Sahelanthropus e hominíneos.

## Anatomia

Crânio de Toumaï (S. tchadensis TM 266) visto do diversos ângulos.

O registro fóssil disponível atribuível à espécie Sahelanthropus tchadensis compreende seis fósseis, incluindo um crânio adulto quase completo, fragmentos mandibulares e dentes isolados, primeiramente descritos em 2002 no norte de Chade, e mais três fósseis em 2005 na mesma localidade, incluindo novas espécimes de fragmentos mandibulares e dentes. Ainda em 2009, foi trazido à tona a existência de um fêmur esquerdo incompleto que tem instigado dúvidas na classificação da espécie como parte dos hominíneos até então aceita (Ver também: Incongruências).
O crânio adulto, presumivelmente masculino, apresenta deformações e volume notadamente pequeno (360-370 ml), à semelhança de chimpanzés em comparação a humanos (Homo erectus apresenta 1200 ml; humano moderno,1400 ml). A posição do forame magno sugere que a espécie poderia ter sido bípede, embora alguns especialistas contestem esta interpretação. A face é relativamente plana em comparação com macacos vivos, porém mais protuberante do que de humanos modernos. Ainda que a crista óssea da sobrancelha pronunciada remeta a um traço masculino presumido, foi também proposto que o crânio seria na realidade correspondente a uma fêmea de gorila com traços primitivos.
Outra evidência que aproxima os fósseis descritos como de fêmeas de gorila são os dentes caninos e incisivos pequenos, antes vistos como indicativo da espécie como mais próxima dos hominíneos. O esmalte dental apresenta espessura intermediária entre macacos vivos e australopitecos, com arcada dentária estreita em forma de U, pré-molares superiores e inferiores com duas raízes e ausência de diastemas da mandíbula (lacuna entre caninos e pré-molares). A maioria dos dentes de S. tchadensis está consideravelmente desgastada, não existindo até o momento estudos sobre o desgaste dentário ou isótopos dentais indicando a possível dieta da espécie. No entanto, é possível inferir que, com base em seu ambiente (composto por lagos, florestas, rios e savana arborizada) e em outras espécies de hominíneos e hominídeos a ela ligados, a espécie se alimentava principalmente de vegetais, como folhas, frutas, sementes, raízes, nozes e insetos.
A atribuição de uma peça do fêmur e duas de ulna ao fóssil de S. tchadensis possibilitou, com base em medições e fotos do osso, a conclusão de que essa espécie tinha características compatíveis com o bipedalismo habitual e comportamento arbóreo substancial como o de A. ramidus.
A falta de outras partes fósseis do esqueleto torna as estimativas de tamanho da espécie difíceis, sendo provavelmente semelhante em tamanho aos chimpanzés modernos.

## Relação com outros hominídeos
Algumas características sugerem que Sahelanthropus tchadensis teria sido uma espécie ancestral tanto de humanos (Homo) como de chimpanzés (Pan), colocando-o dentro da tribo Hominini. Evidências disto incluem a dentição, os sinais da postura, e a datação da divergência humano-chimpanzé.
Primeiro, os dentes caninos, de tamanho reduzido, e a espessura do esmalte dos pós-caninos, intermediária entre chimpanzés e australopitecos, poderiam representar caracteres ancestrais das duas linhagens. Em segundo lugar, mesmo que a quadrupedia de S. tchadensis não seja definitiva, a relação angular entre o forame magno e a face orbital, assim como a descoberta do fêmur são atributos que sugerem um modo de locomoção distinto da bipedia obrigatória, e por si só já excluem a possibilidade de agrupar esse primata com outros ancestrais humanos (por exemplo, com Australopithecus, que era bípede). Tanto bipedia como a redução e mudança de função dos caninos são autapomorfias de Hominina. Finalmente, a data aproximada de divergência entre humano e chimpanzé, inferida usando evidência genética, está datada entre 4.4 e 5.9 milhões de anos, mas as amostras de S. tchadensis são calculadas de terem uma datação anterior (há cerca de 7 milhões de anos).
Outros aspectos sugerem maior proximidade entre Sahelanthropus e Hominínios não-chimpanzés. Por exemplo, S. tchadensis TM 266 apresenta um número reduzido de raízes nos pré-molares em comparação com Pan. Outros hominínios, entre eles Ardipithecus, Australopithecus e Homo, também apresentam essa redução. Contudo, devido à variação observada nesse caráter, argumenta-se que é necessário uma amostra maior para ele poder ser considerado.
Outra possibilidade é que S. tchadensis seja um representante ancestral da linhagem de gorilas, colocando-o dentro da tribo Gorillini. Evidências disso incluem um plano da nuca longo e reto, que é característico de gorilas. A arcada supraciliar de S. tchadensis TM 266 é próxima em tamanho à de Homo erectus. Embora essa proximidade não reflita filogenia, pode refletir o sexo desse indivíduo, quando posto em comparação com o intervalo de variação desse caractere em machos e fêmeas Pan e Gorilla. O tamanho da arcada supraciliar de S. tchadensis TM 266 estaria dentro da variação de gorilas fêmeas extantes.

## Incongruências
Desde a primeira descoberta do primeiro fóssil de S. tchadensis, os pesquisadores começaram a reformular a forma como é vista a linhagem evolutiva de hominíneos, inserindo-o como um possível ancestral aos humanos modernos. Entretanto, com a descrição de um fêmur parcial associado a essa espécie, a posição de hominíneo da espécie foi posta a prova. Primeiramente, foi constatado que o fêmur realmente pertenceria a um primata, após análise comparativa com a angulação entre o eixo e o fêmur. Com mais análises comparativas, foi possível identificar que o fêmur era mais parecido com os vistos no gênero Pan, se comparado a fêmures de Orrorin tugenensis. Além disso, foi analisada a possibilidade de bipedalismo, uma característica que permite inserir fósseis no clado de Hominíneos. Apesar dos resultados obtidos mostrarem que o formato do eixo femoral de S. tchadensis está muito mais próximo daquele de animais do gênero Homo, usando como comparação os fêmures encontrados de outros hominíneos e humanos modernos, como Rudopithecus hungaricus e Australopithecus afarensis, ao se utilizar como referência O. tugenensis, pode-se ver que provavelmente a forma de locomoção entre as espécies era diferente.
Dando suporte à tese de que essa espécie pertence somente aos hominídeos, mas não a Hominina, é o volume da caixa craniana de S. tchadensis, que é a menor presente em hominídeos adultos, mas consistente com aquele visto em chimpanzés.
Por fim, existem ainda evidências que apontam para o pertencimento da espécie aos Símios, primatas que não possuem cauda e são semi-eretos. Usando a evidência anatômica e funcional dos caninos e molares encontrados em 2001, além da obrigatoriedade da espécie em manter uma postura ereta, os pesquisadores chegaram à conclusão de que S. tchadensis deveria ser, na verdade, um símio, devido à posição na qual a cabeça do hominoide deveria estar para que ele pudesse estar ereto.